# Carlo Landberg

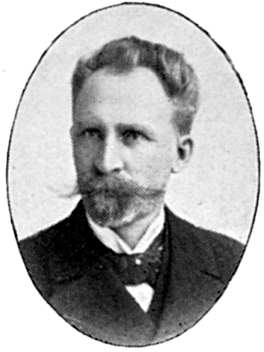
Carlo Landberg.

Carlo Landberg, född 24 mars 1848 i Göteborg, död 21 juli 1924 i Bern, var en svensk orientalist och italiensk greve.

## Biografi
Landberg avlade mogenhetsexamen i Stockholm 1869, idkade språkstudier vid italienska universitet, en kort tid i Uppsala och 1871–1872 i Paris, studerade därefter arabiska i Syrien hos infödda lärde och drog till och med omkring med beduinstammar.
Han var 1874 biträdande sekreterare vid arkeologkongressen i Stockholm. Från 1876 bereste han flera gånger hela Egypten, blev 1882 filosofie doktor i Leipzig och upphöjdes 1884 i italienskt grevligt stånd "för mångåriga tjänster, bevisade konungariket".
Landberg var Sveriges delegat vid orientalistkongressen i Wien 1886 och generalsekreterare vid den i Stockholm 1889. Han tjänstgjorde som diplomatisk agent och svensk-norsk generalkonsul i Alexandria 1888–1893 och fick 1893 kammarherres titel. Landberg innehade flera år (på 1880- och 1890-talen) genom gifte de Hallbergerska godsen i Bayern. Landberg var länge bosatt i Nice och München och företog därifrån flera färder till Syrien och Palestina. Åren 1895–1898 reste han även i Arabien.
Landberg var en mycket framstående kännare av det arabiska språket, i synnerhet de moderna dialekterna, varåt han ägnade bl. a. de större arbetena Proverbes et dictons du peuple arabe (I, 1883) och Études sur les dialectes de l'Arabie méridionale (3 bd, utg. 1901–1909). Bland hans övriga arbeten märkas Contes d'Andersen traduits en arabe (1877), I öknar och palmlunder (1881–1882), Arabica (5 bd, 1886–1898) samt åtskilliga editioner och bearbetningar av arabiska texter, bl. a. Primeurs arabes (1886–1889) och Bâsim le forgeron et Hârûn er-Rachîd.
Landberg stod det svenska kungahuset nära och var mycket berömd under sin livstid. Idag lever hans minne dock främst genom August Strindbergs och Verner von Heidenstams kritik av honom.
Carlo Landberg är begravd på Uppsala gamla kyrkogård.

## Utmärkelser

### Svenska utmärkelser
- Kommendör av första klassen av Nordstjärneorden, 11 december 1897.[1]
- Riddare med briljanter av Nordstjärneorden, senast 1915.[2]
- Kommendör av första klassen av Vasaorden, 5 februari 1890.[3]

### Utländska utmärkelser
- Första klassen Osmanska rikets Meschidie-orden, senast 1915.[2]
- Andra klassen av Osmanska rikets Osmanié-orden, senast 1915.[2]
- Storofficer av Italienska kronorden, senast 1915.[2]
- Kommendör av första klassen av Spanska Karl III:s orden, senast 1915.[2]
- Kommendör med kraschan av Österrikiska Frans Josefsorden, senast 1915.[2]
- Första klassen av Persiska Lejon- och solorden, senast 1915.[2]
- Andra klassen av Tunisiska orden Nischan el Iftikhar, senast 1915.[2]
- Riddare av Spanska Isabella den katolskas orden, senast 1915.[2]
- Officier de l’Instruction publique av Franska Akademiska palmen, senast 1915.[2]